# 위대한 세기
《위대한 세기》(튀르키예어: Muhteşem Yüzyıl 무흐테솀 유즈이을[*])는 2011년부터 2014년까지 방영된 튀르키예의 드라마이다. 16세기의 오스만 제국을 배경으로 오스만 제국의 10대 술탄인 쉴레이만 1세와 쉴레이만 1세의 총비였던 록셀라나(휘렘 술탄)의 사랑과 일대기를 소재로 한 역사 드라마이다.